# ميثانيات نارية
الميثانيات النارية (الاسم العلمي: Methanopyrales) هي رتبة من العتائق تتبع الطائفة الميثانانية النارية من شعبة العتائق العريضة.

## فصائل
- ميثانات نارية